# Grigori Alexandrowitsch Potjomkin

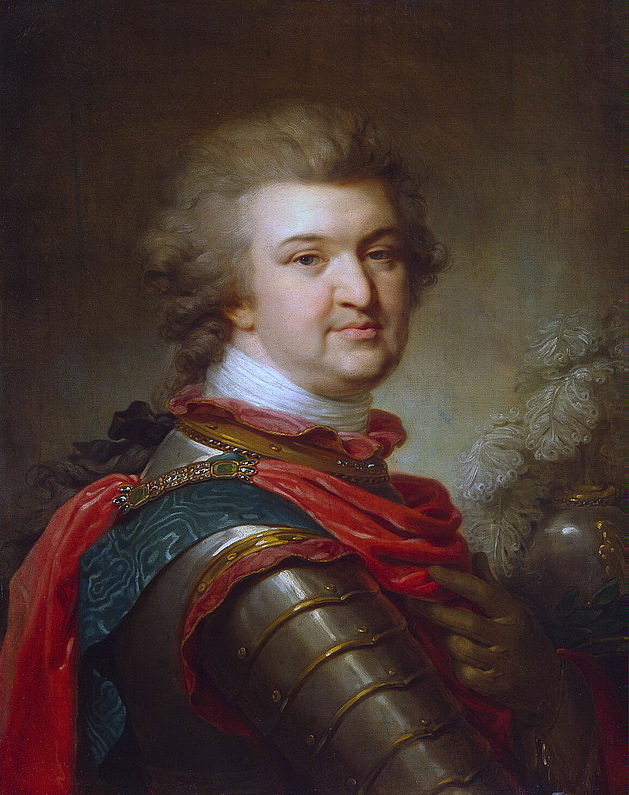
Grigori Alexandrowitsch Potjomkin

Grigori Alexandrowitsch Potjomkin ([pɐˈtʲɵ.mkʲɪn], russisch Григорий Александрович Потёмкин, wiss. Transliteration Grigorij Aleksandrovič Potëmkin, deutsch auch Gregor Alexandrowitsch Potemkin; * 13. Septemberjul. / 24. September 1739greg. in Tschischowo bei Smolensk; † 5. Oktoberjul. / 16. Oktober 1791greg. bei Jassy) war ein russischer Fürst, Feldmarschall sowie Vertrauter und Liebhaber der russischen Kaiserin Katharina der Großen. Er war auch Reichsfürst im Heiligen Römischen Reich.
Potjomkin gilt als wichtigste Persönlichkeit hinter der Eroberung, Erschließung und Besiedlung von Neurussland und war für seine Exzentrik und herausragende Organisationsfähigkeiten bekannt. Die mit seinem Namen verbundene Legende von den Potemkinschen Dörfern gilt unter Historikern als nicht zutreffend.

## Leben
Potjomkin wurde als Sohn des verabschiedeten Majors Alexander Wassiljewitsch Potjomkin (1673–1746) geboren. Er studierte zunächst an der Universität Moskau, trat aber dann in die russische Armee ein. Er war ein entfernter Verwandter des Diplomaten Pjotr Potjomkin.
Als Katharina II. nach dem Sturz ihres Gemahls Peter III. vom Thron (9. Juli 1762) zu Pferde die Gardetruppen musterte, soll Potjomkin, damals Wachtmeister, gewahr geworden sein, dass sie an ihrem Degen kein Portepee habe, und ihr das seinige angeboten haben. Sicher ist, dass er in der ersten Zeit der Regierung Katharinas die Aufmerksamkeit der Kaiserin erregte und am 30. November (11. Dezember) 1762 zum Kammerjunker ernannt wurde.
Bald darauf verlor er infolge der ungeschickten Behandlung eines Naturarztes ein Auge, ohne dass seine Schönheit (man verglich ihn mit Alkibiades) wesentlich darunter litt. Doch veranlasste ihn der Unglücksfall, sich auf anderthalb Jahre vom Hof zurückzuziehen.
Bei Ausbruch des von ihm eingeleiteten 7. Russischen Türkenkriegs ging er nach Süden, wo er das russische Heer anführte und große Gebietsgewinne (Neurussland) für das Land erzielen konnte. Unter der Leitung Potjomkins wurde eine Reihe großer Städte wie Odessa, Sewastopol, Nikolajew und Jekaterinoslaw angelegt. Potjomkin baute die Schwarzmeerflotte auf der Krim auf.
Als Generalleutnant zurückgekehrt, wurde er von der Kaiserin auch zum Grafen ernannt und 1776 zu ihrem Generaladjutanten und erklärten Günstling erhoben. Er beeinflusste die Kaiserin wesentlich. Er nahm Einfluss sowohl auf die innere als auch auf die äußere Politik Russlands. Die meisten dieser Einflussnahmen waren erfolgreich, und er nutzte diese auch für seine persönliche Bereicherung und Karriere. In kurzer Zeitfolge wurde er Minister, Oberbefehlshaber der Armee, Generalgouverneur der südlichen Provinzen und Großadmiral vom Schwarzen Meer. Viele kaiserliche Ukase waren sein Werk, da sich die Kaiserin oft von ihm überzeugen ließ.
Kaiser Joseph II. verlieh ihm schon 1776 die Würde eines Fürsten des Heiligen Römischen Reiches. Auch Friedrich II. von Preußen ehrte ihn 1776, indem er ihm den Schwarzen Adlerorden verlieh.

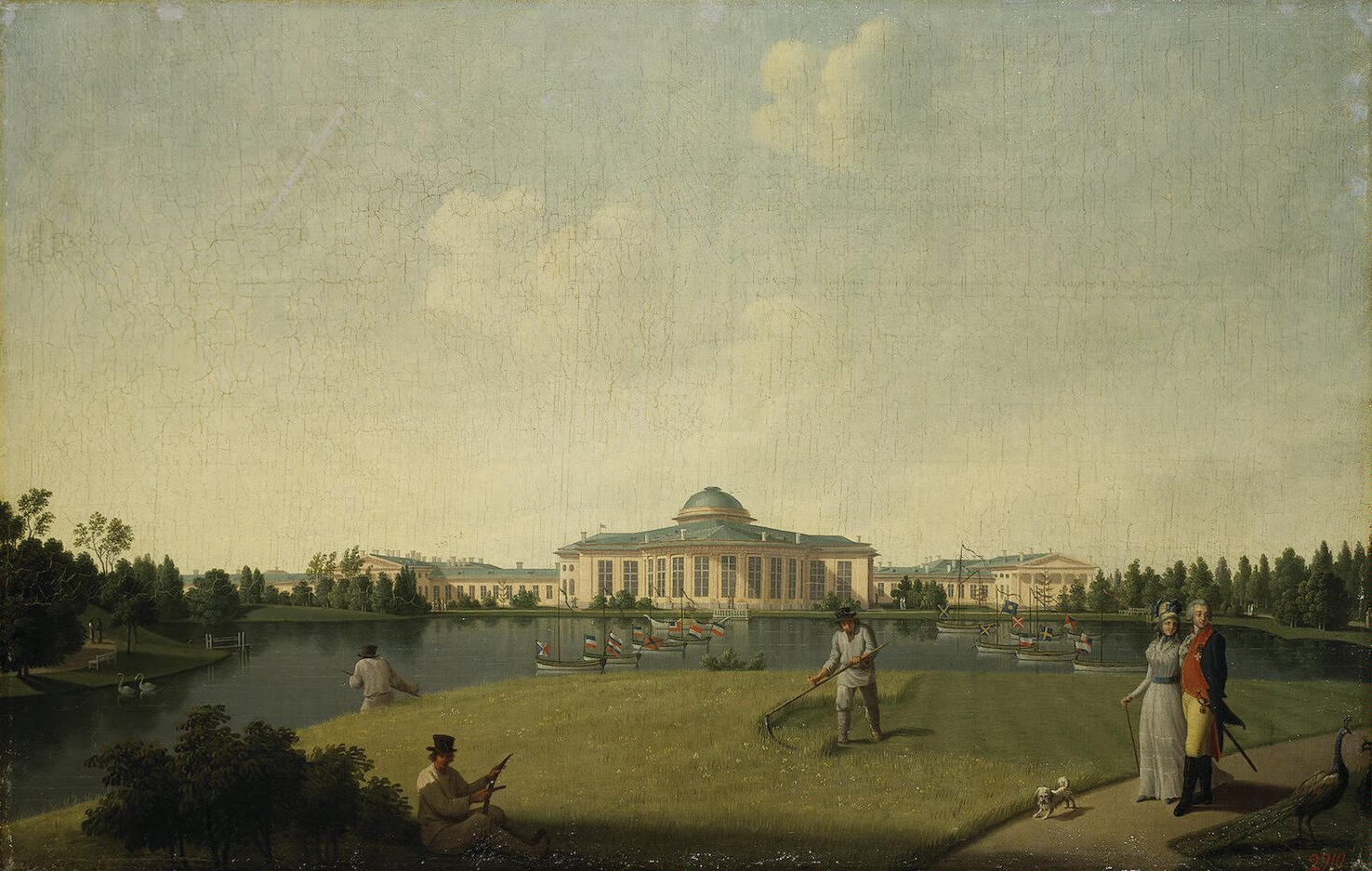
Blick auf den Taurischen Garten in Sankt Petersburg (1797)

Potjomkin war ein gewandter Hofmann und Staatsmann. Er war äußerst habgierig, so dass er trotz seines verschwenderischen Lebensstils ein kolossales Vermögen ansammelte. 1776 bis 1778 wurde in Sankt Petersburg in seinem Auftrag das Anitschkow-Palais umgestaltet und 1783 bis 1789 das Taurische Palais erbaut. 1777 wurde er Ehrenmitglied der Russischen Akademie der Wissenschaften in St. Petersburg.
Der Legende nach hat er Katharina die Große bei ihren Inspektionsreisen durch Neurussland mit Dorfattrappen getäuscht, um ihr die fortgeschrittene Besiedlung der neuen Gebiete vorzuspiegeln. Hieraus entstand der Begriff von den Potemkinschen Dörfern. In Wahrheit entsprang diese Legende dem Neid anderer russischer Adliger, die die Tatsache aufbauschten, dass die Dörfer für den Besuch der Kaiserin und europäischer Adliger herausgeputzt worden waren.
Für seine Verdienste um die Besetzung und Verwaltung der Krim erhielt er den Beinamen des Tawritscheski (von Taurien).
„Tatsächlich hatte Potjomkin die wirtschaftliche Entwicklung des Südens gefördert. In seinen Provinzen stieg die Zahl der Einwohner innerhalb weniger Jahre um ein Vielfaches an. Durch großzügige Reformen verwandelte er Neurussland und die Gebiete der Saporoger Kosaken, die unter dem Generalgouverneur G. A. Potjomkin zur neuen Provinz Jekaterinoslaw zusammengefasst wurden, in blühende Landschaften, die anderen russischen Provinzen weit überlegen waren. Berichte ausländischer Persönlichkeiten bestätigen den Erfolg Potjomkins. Die Legende ist auf die Gegner Potjomkins in den russischen Oberschichten, die ihn um seinen raschen Erfolg beneideten und seinen Reformkurs missbilligten, zurückzuführen.“ (Lit.: Madariaga, 1981; Scharf, 2001)
Als 1787 der nächste Türkenkrieg ausbrach, übernahm Potjomkin den Oberbefehl der russischen Armee und erhielt nach der Erstürmung von Otschakow (17. Dezember 1788) das große Band des Georgsordens.
Obgleich es nicht an Differenzen zwischen Potjomkin und Katharina fehlte, blieb zwischen beiden bis zu Potjomkins Tod ein inniges, freundschaftliches Verhältnis bestehen. Die Kaiserin wusste seine großen Geistesgaben und seine unbedingte Ergebenheit zu schätzen. Es heißt, er sei mit ihrem letzten Brief an sein Herz gedrückt gestorben.

## Tod und Verbleib der Gebeine

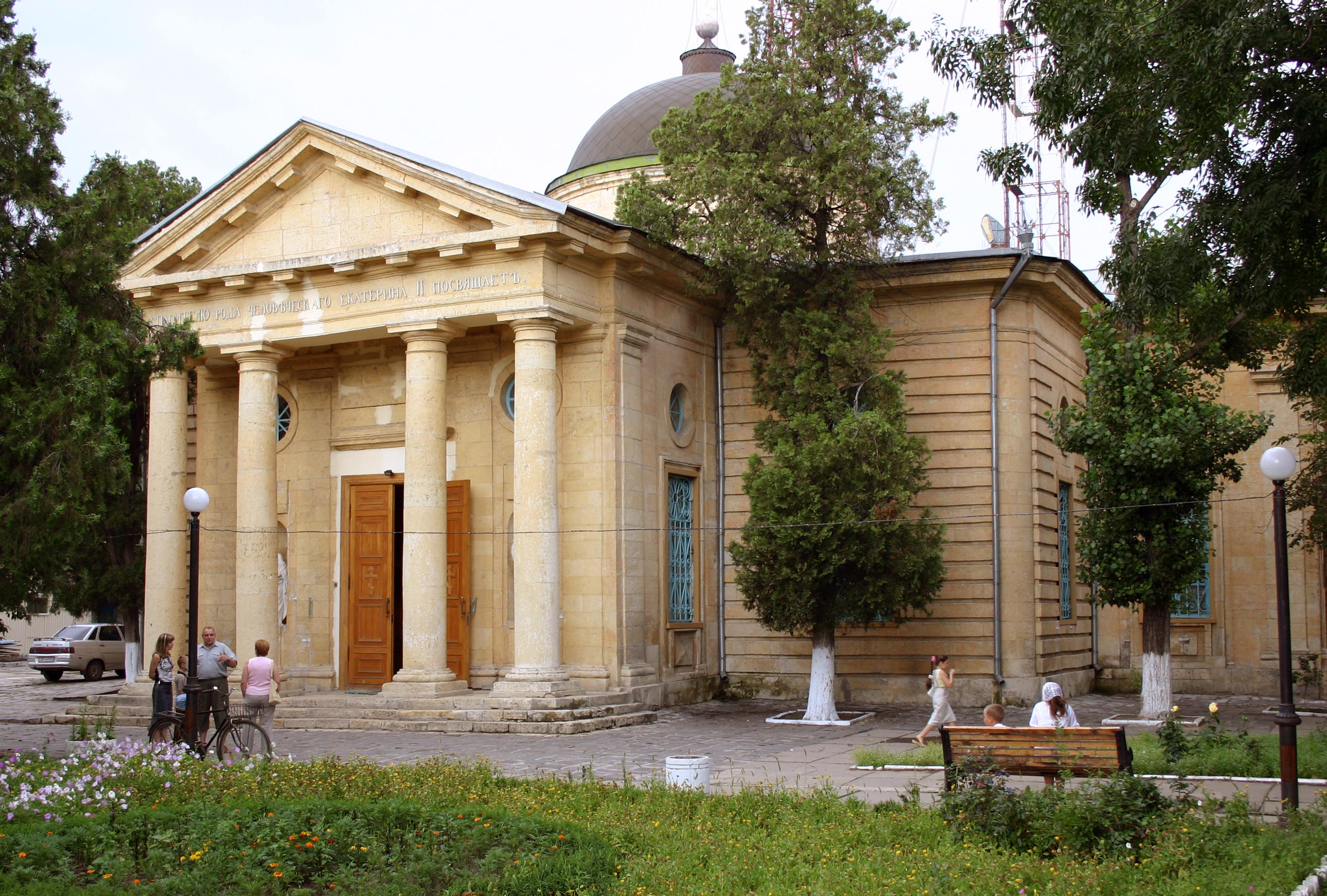
Die Grabstätte des Fürsten bis 2022: St. Katharinenkirche in Cherson

Potjomkin starb auf dem Weg von Jassy nach Nikolajew in den Armen seiner Nichte, der Gräfin Branicka, einer geborenen von Engelhardt, am 16. Oktober 1791 an Malaria. Er wurde in Cherson bestattet. Kaiser Paul I. ließ 1798 die Gebeine Potjomkins beseitigen, so dass man lange Zeit über die eigentliche Grabstätte Potjomkins in Ungewissheit war. Erst Kaiser Alexander I. sorgte für ihre Wiederbestattung, und Kaiser Nikolaus I. erlaubte, dass die Stadt Cherson zu Ehren ihres Gründers Potjomkin 1836 dessen Bildsäule von Bronze aufstellte.
Im Zuge des russischen Überfalls auf die Ukraine wurde Potjomkins Grab erneut verlegt. Ende Oktober 2022 brachten die russischen Besatzer im Zuge der Evakuierung von Cherson die Gebeine sowie sein Denkmal in Gebiete östlich des Dnjeprs. Die NZZ fasst das zusammen als: „Der imperiale Traum von Grossrussland lässt Putin auf fremdem Boden nicht nur «russische Erde» einsacken, auch auf die Gebeine russischer historischer Grössen hat er es abgesehen.“

## Eponyme
Nach Potjomkin wurde das Schlachtschiff der Schwarzmeerflotte Knjas Potjomkin Tawritscheski (russisch Князь Потёмкин Таврический ‚Fürst Potjomkin von Taurien‘) benannt, auf dem 1905 eine Meuterei stattfand. Diese war die Vorlage für Sergei Eisensteins legendären Film Panzerkreuzer Potemkin.
Zum 50. Jahrestag der Meuterei 1955 wurde die große Freitreppe in Odessa, die im Film eine wesentliche Rolle spielte, in Potemkinsche Treppe umbenannt.
Die Potjomkin gewidmete 1794 errichtete Admiralskathedrale in Mykolajiw wurde 1937 gesprengt.
Am 26. Juli 2000 wurde der Asteroid (6954) Potemkin nach ihm benannt.